# 婁雲

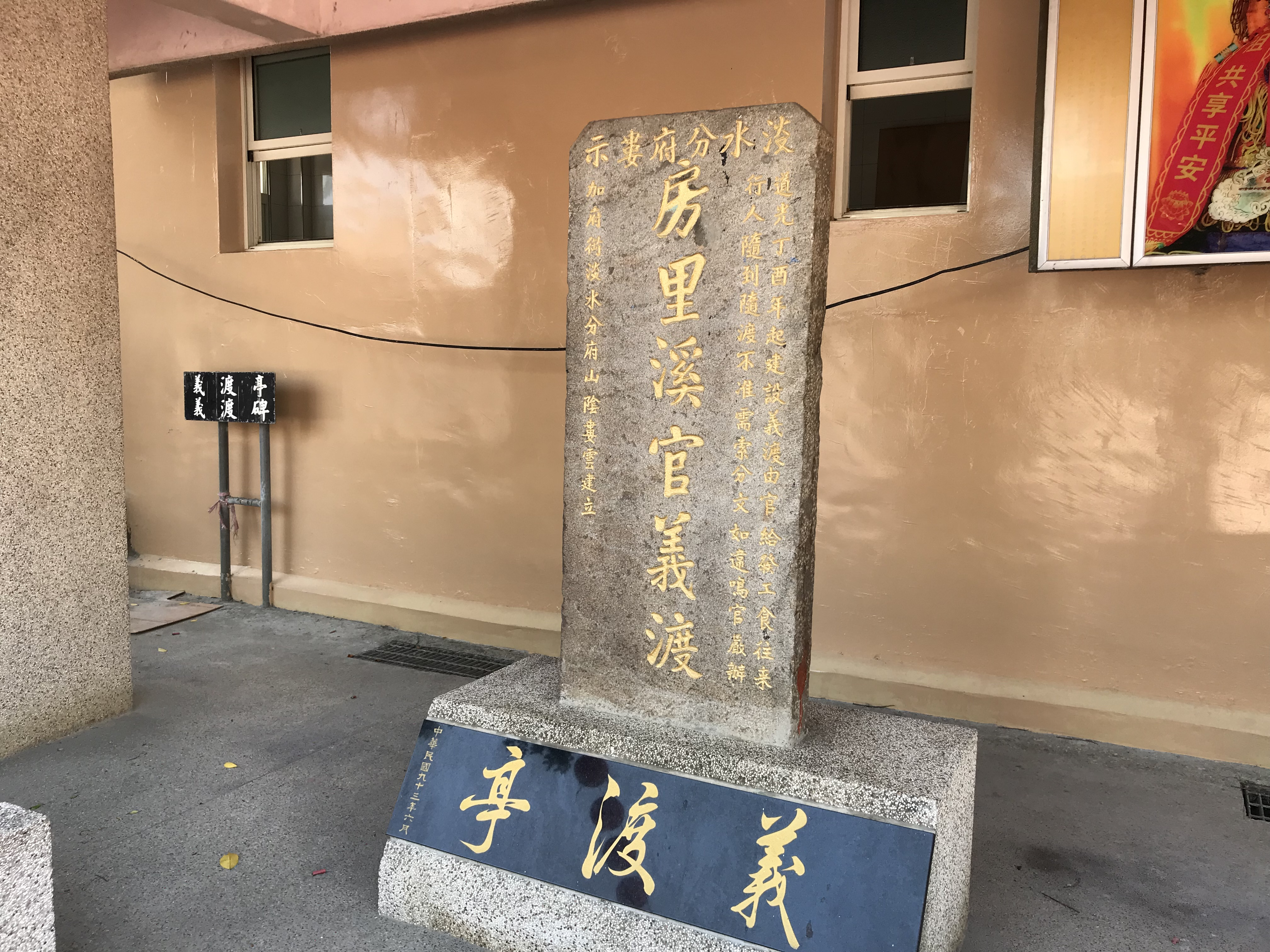
婁雲所立房裡溪官義渡示禁碑

婁雲（1791年—1839年），字秋槎，浙江山陰（今屬紹興縣）人，清朝官員。

## 生平

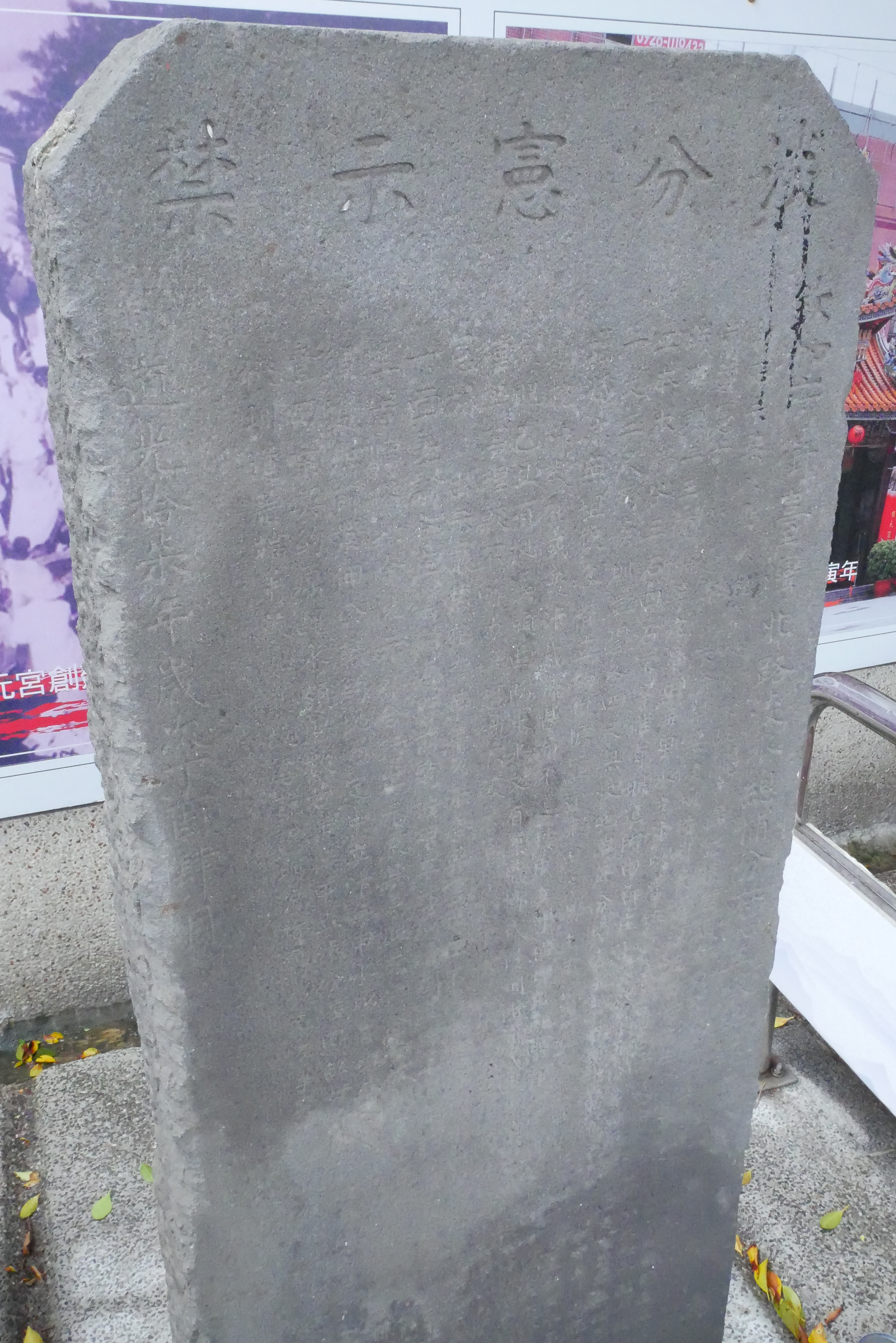
婁雲於新莊保元宮所立〈嚴禁截流塞狹圳道碑記〉

婁雲由監生捐納從九品，分發福建省署邵武府邵武縣拿口巡檢。道光六年（1826年）奉命赴臺緝匪有功，陞補建寧府崇安縣星村縣丞、泉州府惠安縣知縣、署福州府糧捕通判。道光十六年（1836年）接替玉庚，陞台灣府淡水撫民同知。
婁雲道光16至17年間，積極整理地方鄉職，包括訂定莊規、辦理清莊，及對隘寮進行整飭。任內捐設義渡、勸辦義倉，續修明志書院，道光十九年（1839年）因病離任，旋卒。
舉人吳子光於〈淡水義渡記〉文中描述婁雲設大甲溪義渡之功，解決百姓長久渡溪的痛苦，並記載婁雲離職時百姓之不捨，曰部民捧香伏地，相與設祖帳，如儀數十里不絕於道，有哭失聲者。

## 外部連結
- 文化部文化資產局《房裡溪官義渡示禁碑》 （页面存档备份，存于）

| 官衔        | 官衔                          | 官衔          |
| ----------- | ----------------------------- | ------------- |
| 前任： 玉庚 | 台灣府淡水撫民同知 1836年上任 | 繼任： 龍大惇 |